# Montserrat Prudon-Moral
Montserrat Prudon-Moral (?, Hospitalet de Llobregat) és catedràtica, investigadora, traductora i crítica d'art (membre de l'AICA - ACCA). El seu pare, militant d'ERC, s'exilià el 1939. Ella, la seva germana petita i la mare franquejaren la frontera francesa uns anys més tard. S'educà a França en l'ambient familiar d'uns refugiats polítics que enyoraven poder retornar a Catalunya i salvaren els mots per als fills.
Ha cursat Filosofia i Lletres a les universitats de Lió i la Sorbonne (París). Primer, fou catedràtica d'institut (Agrégation d'espagnol) i després catedràtica. És autora de dues tesis llegides a La Sorbona: Bartomeu Rosselló-Pòrcel et la Génération de la République. Correspondance et collaboration à la presse, i la tesi d'estat Les mouvements d'avant-garde entre Barcelone et Madrid (1929-1936). Esthétique et Idéologie.
Des de la seva creació (1977) i fins a l'any 1992 exercí al CEC (Centre d'Estudis Catalans a la Universitat Paris IV-La Sorbonne) com a secretària general, responsable de l'ensenyament i activitats culturals i finalment directora. Fundà –i fou la primera presidenta– de l'Associació Francesa de Catalanística (1990). Avui és presidenta d'honor d'aquesta associació.